# État de guerre (film)
Pour les articles homonymes, voir État de guerre.
Pour plus de détails, voir Fiche technique et Distribution.
État de guerre (5 Days of War) est un film de guerre historique américano-géorgien réalisé par Renny Harlin, sorti en 2011. L'intrigue se déroule pendant la deuxième guerre d'Ossétie du Sud.
Le film se situe dans la république séparatiste d'Ossétie du Sud de la Géorgie. Le journaliste américain Thomas Anders filme un massacre de civils géorgiens perpétré par l'armée russe. Les Russes vont essayer de récupérer cette vidéo, prouvant leur crime contre l'humanité.
Le film est présenté en avant-première à la Mostra de Valence du cinéma méditerranéen 2011.

## Synopsis
En 2007, lors de la guerre en Irak, un contingent géorgien des forces coalisées sauve la vie du journaliste américain Thomas Anders (Rupert Friend), bien qu'un de ses collègues (Heather Graham) soit tué dans le processus.
Trois soldats géorgiens décèdent en Irak, tués au combat et 19 ont été blessés. Thomas Anders retourne à Los Angeles,.
Début août 2008, désirant que le territoire russe retrouve ses limites d'antan, Vladimir Poutine et Dmitri Medvedev, après avoir annexé à nouveau la Tchétchénie, offrent le passeport russe à tous les Ossètes et envoient des experts et du matériel russe pour former les séparatistes d'Abkhazie et d'Ossétie du Sud à chasser les civils géorgiens et ainsi à annexer ces deux territoires,,,.
Les séparatistes ossètes créent des incidents contre les forces régulières géorgiennes qui répliquent en blessant mortellement six sud-ossètes,,. Des combats ont lieu les jours suivants le long de la frontière : des soldats sont tués, des villages pilonnés.
Dutchman (Val Kilmer), un journaliste néerlandais travaillant à Tbilissi (Géorgie) demande à Thomas Anders de venir. Ce dernier y arrive le 6 août avec son caméraman Sebastian Ganz (Richard Coyle).
Le 7 août, un satellite américain informe le gouvernement géorgien qu'une colonne russe de 150 blindés est en train d'entrer dans le tunnel de Roki. Dans la nuit du 7 au 8 août 2008, l'armée géorgienne essaie d'entrer dans Tskhinvali tenu par la Communauté des États indépendants lors de la deuxième guerre d'Ossétie du Sud,,,,. Poutine et Medvedev envoient la 58e armée russe qui fonce reprendre Gori en bombardant plusieurs villes géorgiennes dont Tbilissi, la capitale.
Thomas Anders et son cameraman Sebastian Ganz (Richard Coyle) filment un mariage géorgien qui est bombardé par les Russes. Thomas arrivent avec un blessé à l'hôpital de Gori, qui n’est pas encore pris par les Russes.
Pendant les 10 et 11 août, 16 C-17 Globemaster de l'US Air Force rapatrient les 2 300 hommes des troupes d'Irak en Géorgie,, mais trop tard pour participer aux combats. La Russie proteste, les Américains répondent que l'aide au rapatriement des Géorgiens en Géorgie faisait partie d'un accord préalable, que le transport serait fourni en cas d'urgence et que les Russes avaient été informés.
Avec les membres de la noce (Emmanuelle Chriqui) et l'aide du capitaine géorgien Rezo Avaliani (Johnathon Schaech) qui l'avait précédemment sauvé en Irak, leur mission est de sortir du pays la carte mémoire contenant les vidéos des atrocités et horreurs qu'ont commises les Ossètes, Abkhazes et Russes durant cette guerre. Mais ils se retrouvent face à l'indifférence internationale en raison de l'ouverture des Jeux olympiques d'été à Pékin. Leur périple les conduit à la bataille de Gori.
Une grosse quantité de matériel de l'armée géorgienne est détruite ou capturée par l'armée russe. Le 12 aout, Medvedev annonce que ses objectifs sont atteints et que les troupes russes resteront sur leurs positions,.
Un cessez-le-feu est signé le 16 août et le 26 août, la Russie reconnaît l'indépendance de l'Ossétie du Sud et l'Abkhazie et se dit prête « à assurer la sécurité de ces deux États ».
Le film se termine par une longue série de témoignages de citoyens géorgiens qui ont perdu des membres de leur famille pendant le conflit. 3 500 militaires russes occupent l'Abkhazie,,, et 3 500 militaires l'Ossétie du Sud ,, interdisant le retour à beaucoup de civils expatriés ayant leurs maisons occupées ou détruites.

## Fiche technique
Sauf indication contraire, les informations mentionnées dans cette section peuvent être confirmées par la base de données cinématographiques IMDb,  présente dans la section « Liens externes ».
- Titre original : anglais : 5 Days of War (littéralement 5 jours de guerre)
- Titre géorgien : « აგვისტოს 5 დღე » (RR : «  agvistos En dghe »)
- Titre français québécois : État de guerre
- Réalisation : Renny Harlin
- Scénario : Mikko Alanne (fi) et David Battle
- Photographie : Checco Varese
- Musique : Trevor Rabin
- Décors : Guga Kotetishvili
- Distribution des rôles : Nancy Nayor
- Costumier : Elvis Davis
- Montage : Brian Berdan
- Production : Renny Harlin, George Lascu, Mirza Davitaia (en) et Koba Nakopia (en)
- Société de production : Georgia International Films, RexMedia, Dr. Picture Studios et ActionSFX
- Société de distribution : Anchor Bay Entertainment (États-Unis), Entertainment One/Aventi (France)
- Genre : Guerre, drame et action
- Format : Couleurs - 2.35 : 1 - 35 mm - son Dolby DTS
- Pays d'origine :  États-Unis
- Langue originale : anglais
- Budget : 12 000 000 USD[35],[36]
- Durée : 103 minutes
- Dates de sortie[37] : 
  - Espagne : 14 avril 2011 (Mostra de Valence du cinéma méditerranéen)
  - Géorgie : 6 juin 2011
  - USA : 19 août 2011 (sortie limitée)
  - France : 1er septembre 2011 (sortie en vidéo)
- Interdit aux moins de 12 ans[Où ?]

## Distribution
- Rupert Friend : Thomas Anders, un journaliste américain
- Emmanuelle Chriqui : Tatia, une jeune femme géorgienne
- Richard Coyle : Sebastian Ganz, un journaliste anglais
- Heather Graham : Miriam, une journaliste américain en Irak
- Johnathon Schaech : Rezo Avaliani, capitaine officier géorgien
- Rade Serbedzija : le colonel Alexandr Demidov
- Andy García : Mikheil Saakachvili, le Président de la Géorgie
- Val Kilmer : « Dutchman », un journaliste néerlandais travaillant en Géorgie[38]
- Mikko Nousiainen : Daniil, le soldat russe
- Mikheil Gomiashvili : Anton Medoev, père de Tatia[39]
- Ani Imnadze : Sofi Medoev
- Antje Traue : Zoe, un journaliste américain
- Kenneth Cranham : Michael Stilton, un reporter de guerre anglais
- Dean Cain : Chris Bailot, Secrétaire de Mikheil Saakachvili
- Sergo Shvedkov : Temur Iakobashvili, le ministre géorgien de la réintégration
- Steven Robertson (en) : David Kézérachvili, le ministre géorgien de la défense
- Alan McKenna (en) : Alexander Lomaia (en), représentant géorgien à l'ONU
- Malkhaz Abuladze : maire de Tbilissi, Guiorgui Ougoulava
- Marshall Manesh : Lech Kaczyński, président de la république de Pologne, président des chefs de délégation de l'ancien bloc de l'Est URSS
- Givi Sikharulidze : Valdas Adamkus, président de la république de Lituanie
- Zura Tsintsqiladze : Valdis Zatlers, président de la république de Lettonie
- Anna Walton : Karin Lange
- Luke Albright : Jameson, Technicien de la camionnette satellite

## Production

### Financement du film
Selon le président de la Géorgie, Mikheil Saakachvili, le film n'était pas financé par le gouvernement géorgien, mais un des producteurs, David Imedashvili, a indiqué que le financement initial pour le projet provenait d'un fonds du gouvernement géorgien.
Selon les media géorgiens, le film a été financé par Koba Nakopia, un parlementaire du parti au pouvoir, le Mouvement national uni
 de Saakachvili. Sont également crédité comme producteurs, le réalisateur Renny Harlin, George Lascu et Mirza Davitaia (en), ministre « issue de la diaspora », qui au moment du tournage, était le ministre adjoint du ministère de la Culture, de la Protection des monuments et des Sports,,.

### Attribution des rôles
L'acteur finlandais Mikko Nousiainen, qui joue le méchant russe Daniil, avait été dépêché pour jouer le rôle-titre dans le projet avorté de Renny Harlin  Mannerheim[réf. nécessaire].

### Tournage
Le tournage a commencé en octobre 2009, et a duré 36 jours. En collaboration avec le gouvernement, le film a été tourné à Gori, Vaziani, Tsalka, et Tbilissi, la capitale de Géorgie.
Un des bâtiments de la Presidential Administration of Georgia (en) a été utilisé pour filmer des parties du film. Certains membres de l'équipe des effets spéciaux étaient russes et avait déjà travaillé sur  Night Watch. Le président Mikheil Saakachvili a autorisé l'équipe à utiliser son bureau du Palais présidentiel pour le tournage.
L'armée géorgienne a prêté temporairement le personnel, les équipements et les appareils militaires.

## Accueil

### Critiques
Sur l'agrégateur américain Rotten Tomatoes, le film obtient 33 % d'avis positifs pour 33 commentaires. Sur Metacritic, il décroche une moyenne de 31/100, pour 14 commentaires. Bloomberg et le journal Washington Post lui donnent une cote de 1 étoile,.

## Commentaires
Le 5 juin 2011, à Tbilissi (Géorgie), Sharon Stone a récolté un million $US pour les victimes de la deuxième guerre d'Ossétie du Sud,,.